# 第29步兵師 (德國國防軍)
第29步兵師（德語：29. Infanterie-Division）是納粹德國國防軍陸軍的一個步兵師。該師於1936年10月組建，1937年秋予以摩托化，改編為第29摩托化步兵師（德語：29. Infanterie-Division (mot.)）。
第二次世界大戰期間，該師參與入侵波蘭、入侵法國行動，1941年6月，該師並參與巴巴羅薩行動。該師於1943年1月斯大林格勒战役期間被殲。
同年2至3月，該師重建，6月改編為第29裝甲擲彈兵師（德語：29. Panzergrenadier-Division）。該師之後轉戰意大利，最後於1945年5月被殲。

## 註腳
1. ↑  Mitcham（2007年）